# Винє (Дол-при-Любляні)
Винє (словен. Vinje) — поселення в общині Дол-при-Любляні, Осреднєсловенський регіон, Словенія. 
Висота над рівнем моря: 361,8 м.